# Cykeltyven
Cykeltyven (italiensk: Ladri di biciclette) er en italiensk neorealistisk film fra 1948 instrueret af Vittorio De Sica. Filmen fortæller historien om den fattig familiefar, Antonio, der får stjålet sin cykel, som er nødvendig, for at han kan beholde sit job. Forlægget for filmen er en roman af samme navn skrevet af Luigi Bartolini, og i de to hovedroller som Antonio og hans lille søn Bruno ses Lamberto Maggiorani og Enzo Staiola.
Filmen modtog en stribe priser, herunder en special-Oscar, og den er i adskillige afstemninger og udnævnelser nævnt blandt verdens bedste film. Således er den nummer seks på Sight & Sounds afstemning blandt filminstruktører i 2002 samt i top-100 blandt kritikere, ligeledes i Sight & Sounds afstemning 2002.

## Handling
Antonio har kone og to små børn, men i begyndelsen af filmen ikke noget arbejde, hvilket er svært at få i efterkrigstidens Rom. Antonio tager derfor med kyshånd imod et tilbud om at hænge plakater op i byen, men dette kræver, at han har en cykel. Ved at pantsætte familiens sengetøj skaffer hans kone Maria så mange penge, at han kan købe sin pantsatte cykel fri igen og begynde på jobbet.
Imidlertid stjæler en ung tyv hans cykel, mens han er ved at hænge plakater op, og skønt Antonio opdager det og ser tyven, kan han ikke gøre noget ved det. I sin retfærdighedsforståelse melder han tyveriet til politiet, der til hans desperation ikke agter at gøre noget ved en så ubetydelig forbrydelse. I stedet må Antonio og hans venner lede efter cyklen på egen hånd, men uden held. 
Antonio må indrømme over for sin lille søn Bruno, at han ikke kan beholde sit arbejde, og at familien fremover må sulte. Hans dømmekraft sætter ud, og han søger hjælp hos en spåkone, som han tidligere har hånet. Her får han blot et vævende svar og erkender at han er blevet snydt. 
Tilfældigvis støder han derpå ind i cykeltyven og holder ham tilbage, mens Bruno tilkalder politiet. Tyven kan dog ikke rammes, da han (vist nok) har solgt cyklen, og Antonio må igen opleve at blive fornedret, da tyvens venner skælder ham ud for at have været hård ved tyven.
Senere kommer Antonio og Bruno forbi et fyldt fodboldstadion, hvor der er fyldt med cykler udenfor. Antonio vakler nu mellem, om han selv skal blive cykeltyv eller søge andre løsninger. Han vælger at stjæle en af cyklerne, men dette bliver straks opdaget, og folkemængden trækker ham med til politiet. Så langt når de dog ikke, da cyklens ejer ser skrækken i Brunos blik og lader Antonio gå uden tiltale.
Filmen slutter med, at Antonio og Bruno går af sted i en menneskemængde med tårerne trillende ned ad kinderne i erkendelse af, at deres fremtid ser håbløs ud.

## Medvirkende
- Lamberto Maggiorani – Antonio
- Enzo Staiola – Bruno, Antonios søn
- Lianella Carrell – Maria, Antonios hustru
- Vittorio Antonucci – Tyven

## Baggrund
Filmen blev en af de mest kendte og betydelige repræsentanter for den neorealisme, der prægede italiensk film i perioden umiddelbart efter anden verdenskrig. Ideen i denne bevægelse var at (gen)indføre en realisme i film, i en endnu mere vidtgående form end tidligere. Blandt virkemidlerne var brugen af amatører i filmens roller. Således var Maggiorani, filmens hovedperson, egentlig fabriksarbejder. Desuden blev filmen udelukkende indspillet on location i Rom.